# 1985 en Colombie-Britannique
Chronologie de la Colombie-Britannique
- 1981
- 1982
- 1983
- 1984
- 1985
- 1986
- 1987
- 1988
- 1989

Cette page concerne des événements qui se sont produits durant l'année 1985 dans la province canadienne de Colombie-Britannique.

## Politique
- Premier ministre : Bill Bennett

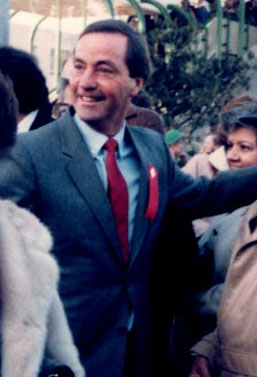
Bill Bennett.

- Chef de l'Opposition : Robert Skelly du Nouveau Parti démocratique de la Colombie-Britannique
- Lieutenant-gouverneur : Robert Gordon Rogers
- Législature :

## Événements
- Mise en service 
  - à Burnaby :

Expo Line.

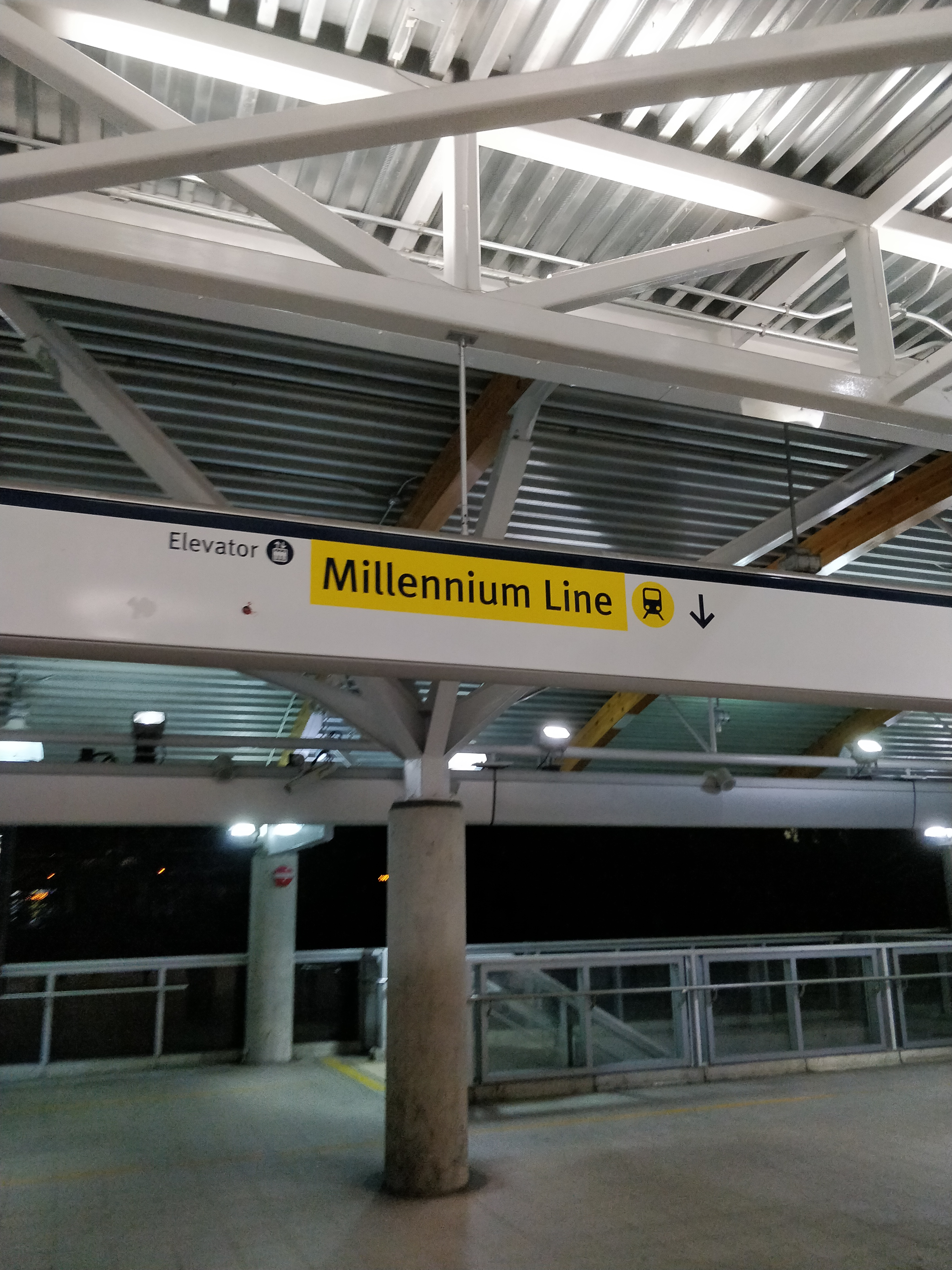
Commercial-Broadway Millennium Line.

    - de l' Edmonds SkyTrain Station, station commune à l' Expo Line et à la Millennium Line du SkyTrain de Vancouver[1].
    - de la Metrotown SkyTrain Station, station commune à l' Expo Line et à la Millennium Line du SkyTrain de Vancouver[2].
    - de la Patterson SkyTrain Station, station commune à l' Expo Line et à la Millennium Line du SkyTrain de Vancouver[3].
    - de la Royal Oak SkyTrain Station, station commune à l' Expo Line et à la Millennium Line du SkyTrain de Vancouver[4].
    - de la  Metrotown SkyTrain Station , station commune à l' Expo Line et à la Millennium Line du SkyTrain de Vancouver[1].

  - à New Westminster :
    - de la 22nd Street SkyTrain Station, station commune à l' Expo Line et à la Millennium Line du SkyTrain de Vancouver[5].
    - de la  New Westminster SkyTrain Station , station de la Millennium Line du SkyTrain de Vancouver[6].

  - à Vancouver :
    - de la 29th Avenue SkyTrain Station, station commune à l' Expo Line et à la Millennium Line du SkyTrain de Vancouver[7].
    - de la  Burrard SkyTrain Station, station commune à l' Expo Line et à la Millennium Line du SkyTrain de Vancouver[8].
    - de la Commercial–Broadway SkyTrain Station , station commune à l' Expo Line et à la Millennium Line du SkyTrain de Vancouver[9].
    - de la Granville SkyTrain Station, station commune à l' Expo Line et à la Millennium Line du SkyTrain de Vancouver[10].
    - de la Joyce–Collingwood SkyTrain Station, station commune à l' Expo Line et à la Millennium Line du SkyTrain de Vancouver[11].
    - de la Main Street–Science World SkyTrain Station, station commune à l' Expo Line et à la Millennium Line du SkyTrain de Vancouver[12].
    - de la Nanaimo SkyTrain Station, station commune à l' Expo Line et à la Millennium Line du SkyTrain de Vancouver[13].
    - de la  Stadium–Chinatown SkyTrain Station , station commune à l' Expo Line et à la Millennium Line du SkyTrain de Vancouver[14].
    - de la Waterfront SkyTrain Station, station commune à l' Expo Line, à la Canada Line et à la Millennium Line du SkyTrain de Vancouver[15].
    - du Cambie Bridge, pont routier en béton précontraint de 11 mètres de longueur[16].

## Naissances

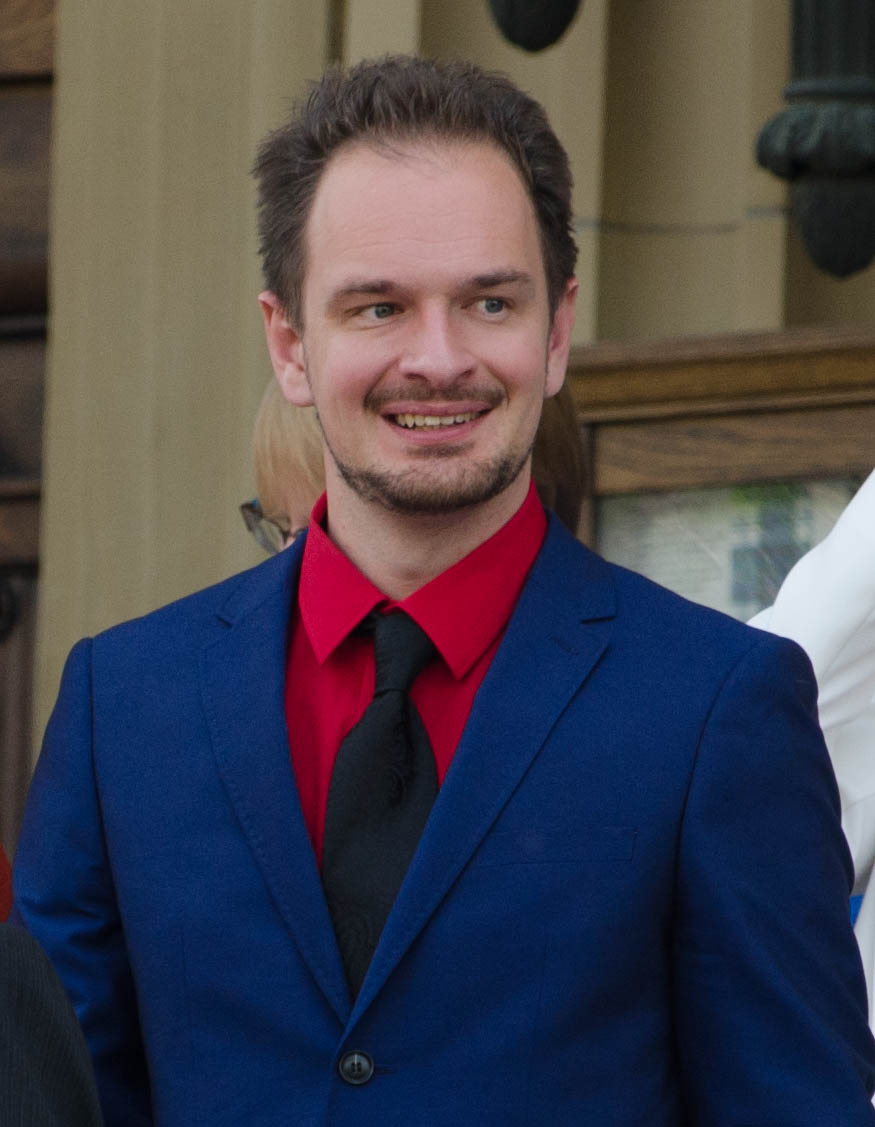
Brian Malkinson.

- Brian Malkinson, homme politique canadien, élu à l'Assemblée législative de l'Alberta lors de l'élection provinciale de 2015. Il représente la circonscription de Calgary-Currie en tant qu'un membre du Nouveau Parti démocratique de l'Alberta.
- 12 février à Victoria : Paul Crowder, joueur professionnel canadien de hockey sur glace.
- 5 mars à Burnaby : Darin Olver, joueur professionnel canado-Allemand de hockey sur glace[17]. Il est le frère de Mark Olver.
- 15 mai à Burnaby: Jim Charles Adduci, joueur canado-américain de baseball évoluant à la position de voltigeur avec les Tigers de Detroit de la Ligue majeure de baseball.
- 29 mai à Tofino : Max Plaxton, coureur cycliste canadien spécialiste de VTT cross-country. Il abandonne lors de l'épreuve olympique 2012.
- 31 mai à Victoria : David Spicer, joueur de rugby à XV canadien évoluant au poste de trois-quarts centre ou comme demi d'ouverture pour l'équipe nationale du Canada.
- 20 septembre à Victoria : Sarah Kaufman, pratiquante canadienne d'arts martiaux mixtes évoluant au sein de la catégorie des poids coqs de l'Ultimate Fighting Championship. Elle a été championne du Strikeforce du 26 février 2010 au 9 octobre 2010.
- 23 octobre à Victoria : Priscilla Faia, actrice et scénariste canadienne.